# Nympholept
Nympholept is een titel van diverse werken van Arnold Bax. 
Volgens Bax zou een nympholept iemand zijn in een staat van vervoering veroorzaakt door nymfen, een verlangen naar het onmogelijke. Hij schreef er eerst een gedicht over. In juli 1912 voltooide Bax een compositie met gelijke titel voor piano. Dit werk is gebaseerd op een gedicht van Algernon Swinburne (Astrophel and other poems, 1894). Boven het manuscript staat opgedragen aan Tobias Matthay een van de leraren van Bax. Bax probeerde het vervolgens een aantal keren te orkestreren, maar dat ging niet van een leien dakje. Pas in 1915 lukte het hem om dat project af te ronden. Bax zou deze versie later opdragen een Constant Lambert. Toch bleven beide versies op de plank liggen. Er is geen uitvoering bekend van dit werk tijdens het leven van de componist dat in 1953 eindigde. Wel is er een briefwisseling teruggevonden met de dirigent Adrian Boult waarin hij om een werk vraagt en Bax wijst hem op dit werk. Hij zou er nog wat aan gesleuteld hebben om het gereed te maken voor uitvoering, maar wat er vervolgens gebeurd is, is niet bekend. Men neemt aan dat het werk "te moeilijk" was. Bax in zijn voorwoord: "The tale telleth how one walking at Summer-dawn in haunted woods was beguiled by the nymphs, and, meshed in their shining and perilous dances was rapt away for ever into the sunlight life of the wild-wood".
In 1961 is er dan de eerste uitvoering, maar dat werd gegeven door het semiprofessionele orkest van Strolling Players Orchestra. Het werk kwam pas weer onder de aandacht toen het platenlabel Chandos een groot deel van het oeuvre van Bax op de compact disc wilde uitbrengen. Een succes werd het wederom niet, het werk zou slechts drie keer opgenomen worden (gegevens 2017):
- voor Chandos: januari/maart 1986: Bryden Thomson met het London Philharmonic Orchestra
- voor Naxos: augustus 2000: David Lloyd-Jones met het Royal Scottish National Orchestra
- voor Chandos: december 2006: Vernon Handley met het BBC Philharmonic